# Klonen
Klonen (altgr. κλών klon ‚Zweig‘, ‚Schössling‘) bezeichnet die Erzeugung eines oder mehrerer genetisch identischer Individuen von Lebewesen. Die Gesamtheit der genetisch identischen Nachkommenschaft wird bei ganzen Organismen wie auch bei Zellen als Klon bezeichnet. Das Erzeugen von identischen Kopien einer DNA wird hingegen als Klonieren bezeichnet.

## Begriffsklärung

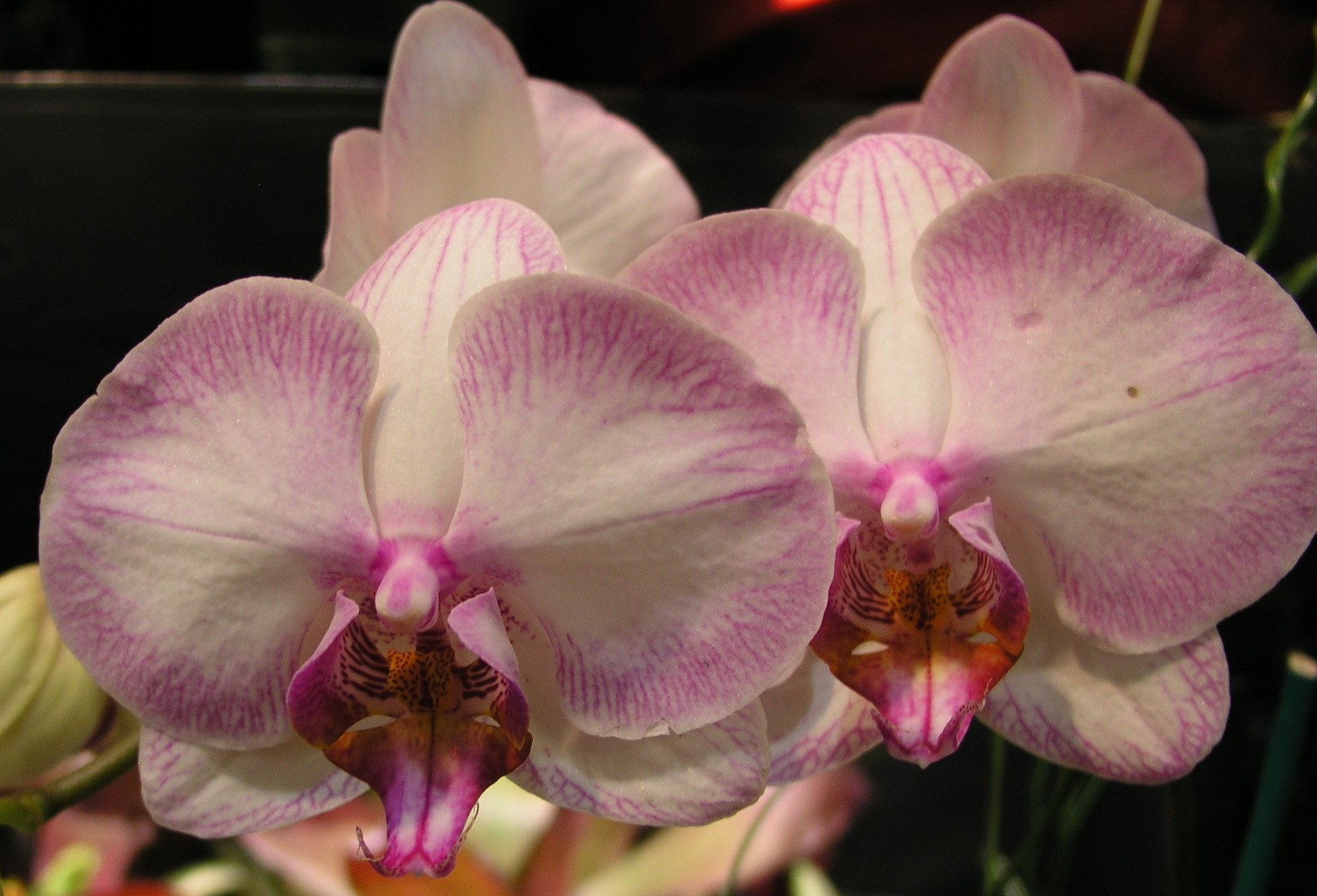
Alle Pflanzen besitzen die Möglichkeit des natürlichen Klonens.

In Zoologie und Botanik einerseits und der Reproduktionsmedizin und Zellbiologie andererseits werden verschiedene Begriffe als Klonen bezeichnet. So verstehen Zoologie und Botanik unter Klonen die teils natürliche, teils aber auch künstliche Entstehung neuer, erbgleicher Nachkommen aus größeren Gewebe- oder Organeinheiten eines Organismus. Einzellige Tiere, beispielsweise Amöben und Pantoffeltierchen, einige niedere Tiere, beispielsweise Polypen, alle Bakterien und alle Pflanzen besitzen die Möglichkeit des Klonens zur ungeschlechtlichen, d. h. vegetativen Vermehrung von Natur aus – Klonen stellt einen bedeutenden Beitrag in der Vermehrung dieser Lebewesen dar. Bei höheren Tieren ist die vegetative Vermehrung bedingt durch die wachsende Komplexität (d. h. die Zunahme der Zellzahl, die dauerhafte und weitgehend unumkehrbare Differenzierung der Zellen und der Bildung von Organen aus Geweben) sowie der ausschließlich heterotrophen Ernährungsweise nicht mehr möglich. Bei Amphibien können verlorene Extremitäten zwar unter Umständen vollständig regenerieren, das Heranwachsen eines kompletten Individuums aus einer Extremität, beispielsweise einem Bein, ist jedoch unmöglich.

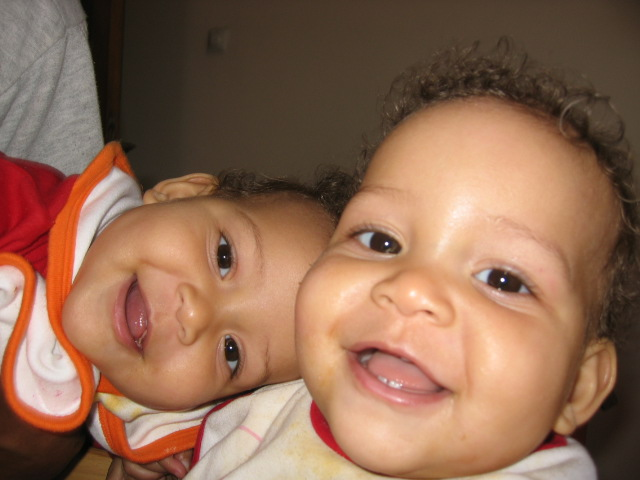
Eineiige Zwillinge bilden einen natürlichen Klon.

Im Gegensatz hierzu bezeichnet man in der Reproduktionsmedizin und Zellbiologie als Klonen im engeren Sinne die künstliche Erzeugung eines vollständigen Organismus oder wesentlicher Teile davon, ausgehend von genetischer Information (DNA), die einem bereits existierenden Organismus entnommen wurde. Hierbei wird in einem Zwischenschritt die Gewinnung bzw. Erzeugung von totipotenten Zellen und ein Limiting Dilution Cloning nötig, in der Regel embryonaler Stammzellen. In allen Fällen kann auf diese Weise eine Ontogenese (Entwicklung) eingeleitet werden, die zu einem neuen, genetisch identischen Individuum führt, wodurch zusammen mit dem Spenderindividuum ein Klon gebildet wird. Der normalerweise nötige Vorgang der Fertilisation (Befruchtung), bei der zwei haploide („halbe“) Genome zweier Individuen zu einem neuen diploiden Chromosomensatz vereint werden (Geschlechtliche Fortpflanzung), wird umgangen.
Bei höheren Organismen sind streng genommen alle Zellen trotz unterschiedlicher Funktionen Klone der befruchteten Eizelle (Zygote). Klonen (vegetative Vermehrung) ist somit Voraussetzung zur Bildung, Integrität und Funktion eines mehrzelligen Organismus, in dem alle Zellen das gleiche Erbgut tragen.
Das natürliche Pendant zum künstlichen Klonen ist die Entstehung eineiiger Zwillinge durch Teilen der Zygote und getrennter Entwicklung der „Tochterzygoten“ zu eigenständigen Embryonen.

## Klontechniken

### In der Landwirtschaft
In der Landwirtschaft hat die ungeschlechtliche, d. h. vegetative Vermehrung, das Klonen von Kulturpflanzen, eine sehr lange Tradition. Damit soll erreicht werden, dass das Genom von Kulturpflanzen, die in der Regel durch Züchtung gewonnen wurden und bestimmte genetisch determinierte Eigenschaften besitzen, durch die Vermehrung nicht verändert wird. Zum Beispiel sind aus Knollen entstehende neue Kartoffelpflanzen Klone, genauso alle Zwiebelpflanzen oder aus Ablegern gewonnene Erdbeerpflanzen. Auch der gesamte Weinanbau beruht auf Stecklingsvermehrung, und Rebsorten sind im biologischen Sinne Klone. Das Gleiche gilt für alle Apfelsorten und die meisten anderen Obstsorten, die vegetativ durch Pflanzenveredelung vermehrt werden.
Bei ausdauernden Kulturpflanzen, etwa bei Reben, wird meist klonenreines Pflanzgut in Verkehr gebracht, d. h. alle Reben eines bestimmten Klones stammen von einer einzigen Mutterpflanze ab. Somit ist gewährleistet, dass der gesamte Bestand innerhalb einer Kultur, etwa eines Weinberges, größtmöglich homogen ist. Der klonenreine Anbau wird teilweise mit uniformen Weinen in Verbindung gebracht, daher pflanzen einige Winzer mittlerweile Klonengemische, also verschiedene Klonherkünfte etwa der Sorte Riesling, an.

### In der Zellbiologie und Reproduktionsmedizin

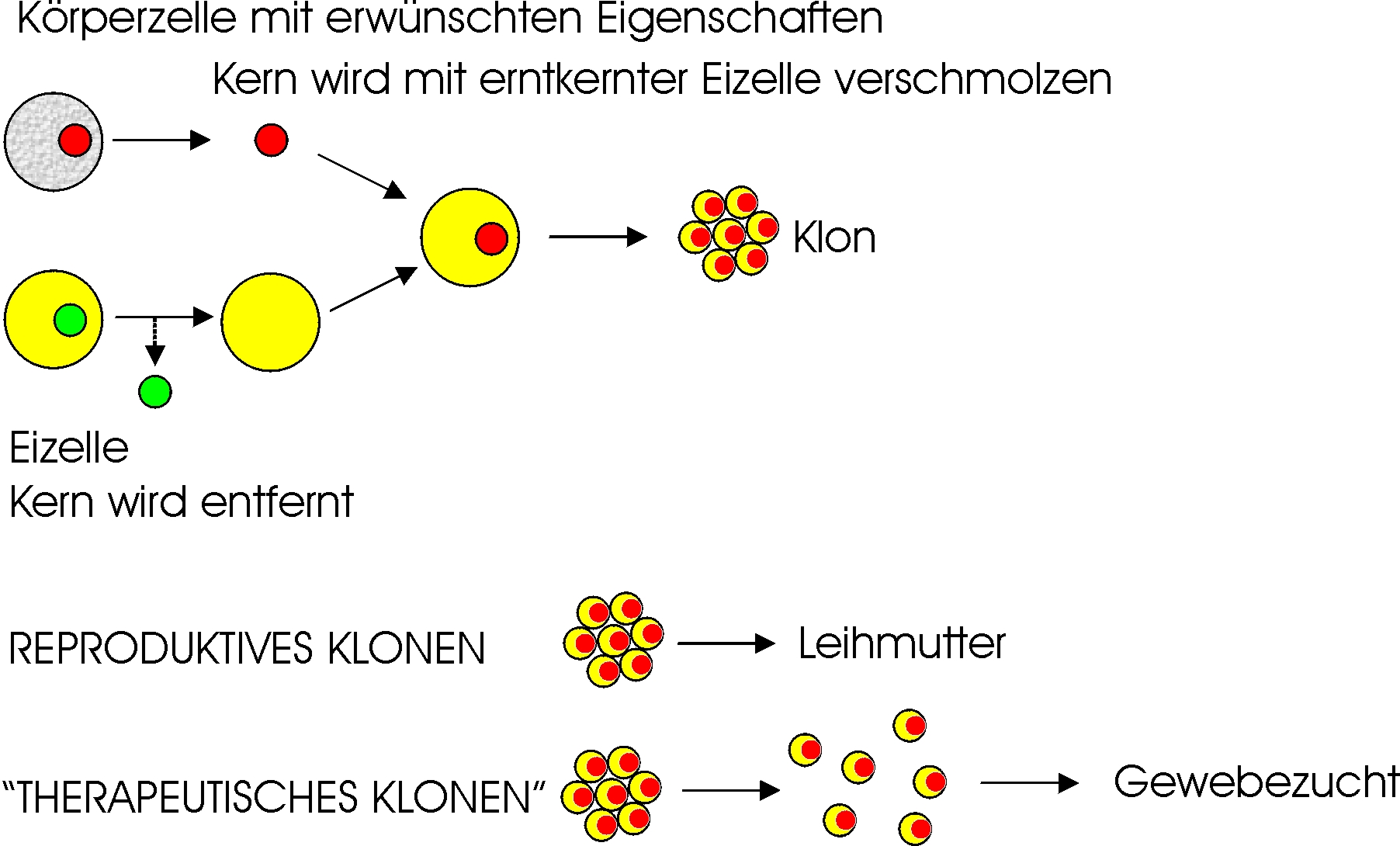
Klonen durch Nukleustransfer

Bei Embryonen höherer Organismen ist die Entnahme von Zellen vor dem 8-Zell-Stadium eine der Möglichkeiten zur Herstellung von Klonen. Theoretisch ist die Herstellung von acht genetisch identischen Organismen, die zusammen einen Klon bilden, durch diese Methode möglich.
Die heute verwendete Methode des Klonens beruht auf der natürlichen Entwicklung eines neuen Organismus nach Nukleustransfer des Erbmaterials in eine normale Eizelle. Es gibt bisher kein Verfahren, mit dem man aus einem ausgewachsenen Tier ein neues, identisches, ausgewachsenes Tier herstellen könnte.
Für einen Nukleustransfer wird dem zu klonenden Organismus eine Zelle entnommen und daraus der Zellkern isoliert. Dieser Zellkern wird in eine unbefruchtete Eizelle, deren Zellkern entnommen worden ist, eingesetzt. Zur Anregung des natürlichen Programmes der weiteren Entwicklung wird die Eizelle entweder einem Stromstoß oder einem chemischen Stimulus ausgesetzt.
Je nach Art der weiteren Verwendung wird mit der Zelle nun unterschiedlich verfahren, siehe dazu die entsprechenden Abschnitte.
Da die Mitochondrien der Eizelle, die über eigene Erbinformationen verfügen, bei diesem Vorgang nicht ausgetauscht werden, entsteht mit dieser Methode kein genetisch identischer Klon, es sei denn, die Eizelle stammt vom Quellorganismus selbst. Ansonsten trägt der Klon im Zellkern die Erbinformation aus dem Quellorganismus, in den Mitochondrien aber die (Mitochondrien-)Erbinformation des Organismus, von dem die verwendete Eizelle stammt.

#### Therapeutisches Klonen
Beim therapeutischen Klonen wird der Embryo nach wenigen Zellteilungen zerstört und die einzelnen Zellen in einer Kultur zum weiteren Wachstum gebracht. Mit Hilfe geeigneter chemischer und biologischer Stimuli (Wachstumsfaktoren) lässt sich aus diesen Stammzellen möglicherweise jede Gewebeart, vielleicht sogar ganze Organe züchten, oder die Stammzellen werden direkt in den Körper des Patienten eingebracht. Im Januar 2008 berichtete eine US-amerikanische Forschergruppe in einem Fachartikel, ihr sei erstmals das Klonen menschlicher Zellen gelungen. Die Blastozysten entwickelten sich dem Fachartikel zufolge bis zum 4. Tag nach dem Zellkerntransfer.
Der Vorteil dieser geklonten embryonalen Stammzellen liegt zum einen gegenüber adulten pluripotenten Stammzellen in der (zurzeit noch) größeren Vielfalt an züchtbaren Gewebearten und zum anderen gegenüber fremder bereits existenter embryonaler Stammzellen (z. B. aus überzähligen Embryonen von IVF-Versuchen) in der weitgehend vollständigen genetischen Identität dieser Stammzellen mit dem Patienten (nur das Genom der Mitochondrien (ca. 0,002 % des Gesamtgenoms) entspricht bei einer fremden Eizellspende nicht dem Genom des Patienten). Damit ist eine immunologische Abwehrreaktion des Empfängerkörpers weitgehend ausgeschlossen. Gefahren, wie das Entstehen von Tumoren (Krebs) durch diese Stammzellen, sind noch nicht abschätzbar und müssten vor einer Anwendung dieser Methode am Menschen wohl erst noch abgeklärt werden.

#### Reproduktives Klonen
Beim reproduktiven Klonen wird der Embryo von einer Leihmutter ausgetragen. Die Methode des Nukleustransfers ist bei vielen Säugetieren gelungen.

##### Tiere

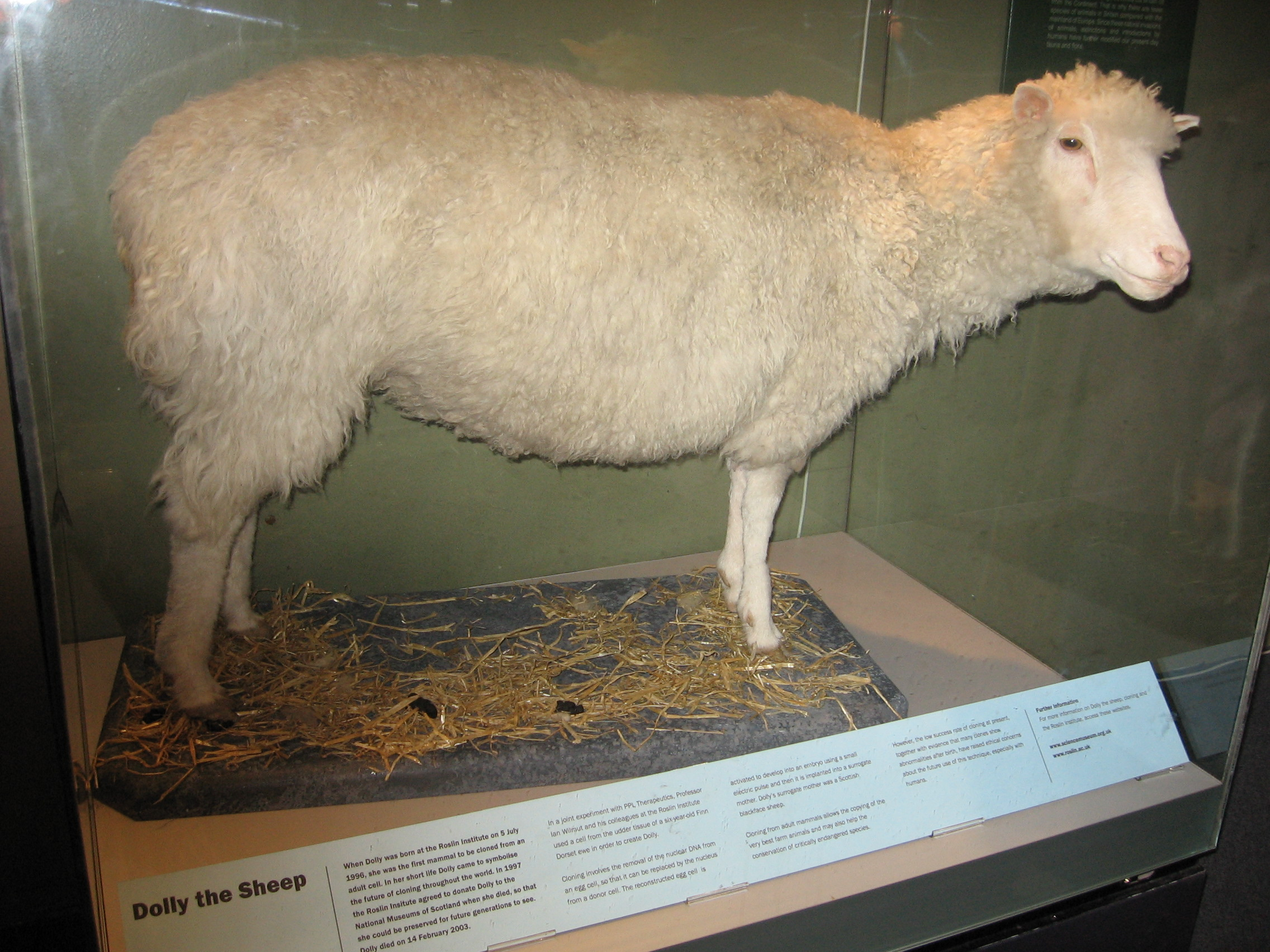
Das Schaf Dolly war das erste geklonte Säugetier (hier ausgestellt im Royal Museum of Scotland).

Bei Tieren verlief das Klonen bereits erfolgreich beim Hausschaf (Dolly, Juli 1996), bei der Hausmaus (Cumulina, Dezember 1997), beim Hausrind (Juli 1998), bei der Hausziege (Oktober 1998), beim Hausschwein (März 2000), Mufflon (Juli 2000), Gaur (Januar 2001) und Hauskaninchen (Mai 2001), bei der Hauskatze (CC, Dezember 2001) und Wanderratte (November 2002), beim Maultier (Mai 2003) und Hauspferd (Prometea, Mai 2003), bei der Afrikanischen Wildkatze (August 2003), beim Rothirsch (März 2004), Frettchen (März 2004), Wasserbüffel (März 2005), Haushund (Snuppy, April 2005) und Wolf (Oktober 2005). 2007 wurde von Stammzellforschern erstmals ein Rhesusaffe geklont, (2017 folgten zwei geklonte Javaneraffen) und 2009 gaben Forscher aus Dubai bekannt, ein Dromedar (Injaz) geklont zu haben. Heute werden vor allem Zuchtpferde mit hohen sportlichen Erfolgen bereits im größeren Umfang geklont. Im Jahr 2008 kamen in Südkorea sieben geklonte Drogenspürhunde zur Welt, die, so die Hoffnung der südkoreanischen Zollbehörde, ähnlich erfolgreich sein würden wie das Original, ein Golden Retriever namens „Chase“.
Im August 2020 wurde in Texas von einem Hauspferd ein Przewalski-Fohlen geboren, das auf Grundlage der DNA eines männlichen Przewalski-Pferds geklont worden war, dessen Zellen man 40 Jahre zuvor tiefgefrorenen hatte. Nach Angaben des San Diego Zoo, dank dessen Projekts San Diego Zoo Global Frozen Zoo die Zellen gesichert worden waren, handelte es sich um das weltweit erste erfolgreich geklonte Przewalski-Pferd. Zugleich seien in den Zellen des Fohlen zuvor nicht mehr bei lebenden Tieren vorhandene Genvarianten wiederbelebt worden.
Im Dezember 2020 wurde ein Schwarzfußiltis-Weibchen namens Elizabeth Ann geboren, basierend auf der DNA eines 1988 gestorbenen Weibchens namens Willa. Alle heute lebenden Schwarzfußiltisse stammen von sieben überlebenden Tieren aus den frühen 1980er Jahren ab, bei denen der Genpool noch nicht so stark verarmt war, wie bei der aktuellen Population.
Die Ausbeute, also die Anzahl der tatsächlich entwickelten Organismen im Vergleich zu der Gesamtzahl an Zellen, die dem Nukleustransfer unterzogen worden sind, war zunächst sehr gering. Nur wenige Promille bis Prozent der so erzeugten Eizellen entwickelten sich zu Embryonen und Föten und wurden gesund geboren. Als Grund für die hohe Fehlerquote wurden epigenetische Phänomene angenommen (Imprinting).
Die seit den 1990er-Jahren angewandte Technik des Klonens ermöglicht insbesondere die gleichförmige Vervielfachung von als nützlich erachteten kultivierten Pflanzen und Tieren, ohne die bei allen bisherigen Verfahren der Züchtung folgende Variation hinnehmen zu müssen.
Seit 2014 werden transgene Schweine als Versuchstiere für die Pharmaindustrie geklont. Bei diesen Tieren wurde die DNA so verändert, dass die Tiere besonders anfällig für bestimmte Krankheiten wie Alzheimer sind und für den Test von Medikamenten geeignet sind. Die Erfolgsrate beim Klonen beträgt 70–80 %.

##### Menschen
2006 berichteten Panayiotos Zavos und Karl Illmensee in den Archives of Andrology, sie hätten in den USA erstmals das Erbgut aus Körperzellen eines infertilen Mannes in 16 Eizellen (13 Kuh-Eizellen und 3 seiner Frau) übertragen. Dabei habe sich neben sieben der Kuhzellen auch aus einer der menschlichen Eizellen ein Embryo entwickelt. Jener sei in eine Gebärmutter eingesetzt worden, woraus sich aber keine Schwangerschaft entwickelt habe.
Im Jahre 2008 implantierte der amerikanische Fruchtbarkeitsspezialist Samuel H. Wood eigene Hautzellen in Embryos, zerstörte diese jedoch anschließend. Obwohl die Pluripotenz dieser Zellen nicht untersucht wurde, gilt er damit als der erste Mensch, der sich geklont hat. Im Jahr 2013 wurden per Zellkerntransfer pluripotente menschliche Stammzellen aus Spenderzellen von Kindern gewonnen und zu spezialisierten Zellen der Bauchspeicheldrüse sowie zu Blut-, Herz-, Leber- und Nervenzellen entwickelt. 2014 wurde erstmals ein Zellkerntransfer mit menschlichen Zellkernen von Erwachsenen durchgeführt.

## Gesetzeslage
Derzeit besteht weltweit weitgehend Einigkeit, dass das reproduktive Klonen von Menschen zu ächten ist und verboten sein sollte. Dagegen herrscht über die Zulässigkeit des therapeutischen Klonens erbitterter Streit, der sogar vor der UNO ausgetragen wurde. Dort scheiterte im Rechtsausschuss eine Konvention zum Verbot des Klonens daran, dass etwa 60 Staaten unter der Führung Costa Ricas und der USA damit zugleich ein weltweites Verbot des therapeutischen Klonens verbinden wollten. Ebenso wenig fand der entgegengesetzte Vorschlag Belgiens die notwendige Zweidrittelmehrheit, der die Regelung des therapeutischen Klonens den einzelnen Staaten freistellen wollte. Am 8. März 2005 wurde eine unverbindliche Deklaration erarbeitet, die diesen Streit in der Schwebe lässt.
In Deutschland ist das reproduktive Klonen mittels embryonaler Stammzellen gemäß § 6 und das therapeutische Klonen nach § 1 Abs. 2 und § 2 Abs. 1 Embryonenschutzgesetz strafbar, weil durch die Entnahme der embryonalen Stammzellen aus dem jungen Embryo in vitro der Embryo nicht einem seiner Erhaltung dienenden Zweck verwendet wird. Ein reproduktives Klonen mit Hilfe induzierter pluripotenter Stammzellen statt embryonaler Stammzellen fiele hingegen nicht unter dieses Verbot.
Damit ist aber nicht gesagt, dass diese Form des Klonens für alle Zeiten unzulässig ist, weil der Gesetzgeber (Bundestag und Bundesrat) das Embryonenschutzgesetz entsprechend ändern könnte. Das wäre nur dann wiederum ausgeschlossen, wenn das therapeutische Klonen zugleich gegen die Menschenwürde des Embryos in vitro verstieße.
Diese Frage nach dem grundrechtlichen und bioethischen Status eines Embryos in vitro vor der Einnistung in den Mutterleib ist heftig umstritten und derzeit noch nicht geklärt. Die herrschende Meinung nimmt an, dass mit der Verschmelzung der Vorkerne von Ei- und Samenzelle zum Hauptkern der Zygote menschliches Leben entsteht, das sich von da an als Mensch weiterentwickelt und dem deshalb auch der Schutz der Menschenwürde nach Art. 1 GG zukommt. Dieser früheste Zeitpunkt, ab dem ein Lebensschutz jedenfalls begründbar erscheint, liegt auch dem Grundgedanken des Embryonenschutzgesetzes zu Grunde.
Allerdings ist auch in Deutschland die Ansicht im Vordringen begriffen, die den Lebensschutz des Grundgesetzes mit der Nidation, also der Einnistung des Embryos in den mütterlichen Organismus, einsetzen lässt. Das legen Erkenntnisse der medizinischen Anthropologie nahe, nach denen eine Wechselwirkung zwischen Embryo und Mutterkörper erforderlich ist, damit sich der Embryo überhaupt zu einem Menschen entwickeln kann. Ohne diesen Impuls, ohne Nidation, entsteht niemals ein Mensch, der Embryo entwickelt sich gleichsam ins Nichts. Dieser Ansicht entspricht die geltende Rechtslage in Großbritannien.
Die rechtliche Lage in einzelnen Ländern der Europäischen Union zum Klonen hat das Max-Planck-Institut für ausländisches und internationales Strafrecht in einem Überblick erarbeitet.

## Klonen in Kunst und Literatur
Vor allem in zahlreichen Science-Fiction-Werken tritt reproduktives Klonen häufig als Mittel zur Fortpflanzung einer Spezies auf. So besteht die zivilisierte Gesellschaft in Aldous Huxleys Roman Schöne Neue Welt ausschließlich aus unterschiedlich entwickelten Klonen, und im berühmten Star-Wars-Franchise werden mehrere Millionen „Klon-Krieger“ zum Aufbau einer galaktischen Armee in Massenproduktion hergestellt. Hierzu werden riesige Klonkammern, beschleunigtes Lernen und genetische Modifikationen in Bezug auf Gehorsam und biologisches Wachstum verwendet. In der Fernsehserie Stargate – Kommando SG-1 verwendet die Rasse der Asgard das reproduktive Klonen wiederholt anstelle der natürlichen Fortpflanzung, was zu einer DNA-Degeneration führt. Weitere Beispiele für Klone als Arbeitskräfte oder Soldaten sind die Filme Moon, Cloud Atlas und Oblivion.
Zunehmend befassen sich viele Medien auch mit den unmittelbaren ethischen Folgen des Klonens. So ist in dem US-amerikanisch-kanadischen Film The 6th Day das Klonen verstorbener Haustiere ein gängiges Geschäft, das von Menschen jedoch verboten. Der deutsche Film Blueprint, eine Verfilmung des gleichnamigen Buches von Charlotte Kerner mit Franka Potente, beleuchtet das Leben einer Pianistin und ihrer geklonten Tochter. Der US-amerikanische Film Die Insel erzählt von Klonen, die als eine Art Ersatzteillager von einem Konzern gezüchtet und manipuliert werden. Auch in Ken Folletts Roman Der dritte Zwilling bekommt das Klonen von Menschen eine tragende Rolle. Die Protagonistin entdeckt durch ihre Forschungen zufällig ein Zwillingspaar, das sich nicht kennt. Im Laufe der Geschichte wird bekannt, dass es insgesamt acht Klone gibt, die vom Militär erzeugt wurden, um eine Art Supersoldat zu kreieren.
Der deutsche Autor Andreas Eschbach beleuchtet das Klonen in seinem Sachbuch Das Buch von der Zukunft und im Jugendroman Perfect Copy.
Im Roman Alles, was wir geben mussten von Kazuo Ishiguro sind die Helden Klone, die ihre Organe normalen Menschen spenden sollen. Der erste Roman, der den Klon als Ersatzteillager zum Thema hat, erschien bereits 1992: Duplik Jonas 7 von Birgit Rabisch.